# Alexander Rödiger
Alexander Rödiger (Eisenach, RDA, 14 de mayo de 1985) es un deportista alemán que compitió en bobsleigh en la modalidad cuádruple.
Participó en tres Juegos Olímpicos de Invierno, obteniendo dos medallas de plata en la prueba cuádruple, en Vancouver 2010 (junto con André Lange, Kevin Kuske y Martin Putze) y en Pyeongchang 2018 (con Nico Walther, Kevin Kuske y Eric Franke), y el sexto lugar en Sochi 2014, en la misma prueba.
Ganó cuatro medallas en el Campeonato Mundial de Bobsleigh entre los años 2009 y 2015, y cuatro medallas en el Campeonato Europeo de Bobsleigh entre los años 2007 y 2022.

## Palmarés internacional
| Juegos Olímpicos   | Juegos Olímpicos             | Juegos Olímpicos | Juegos Olímpicos |
| Año                | Lugar                        | Medalla          | Prueba           |
| ------------------ | ---------------------------- | ---------------- | ---------------- |
| 2010               | Vancouver (Canadá)           | Medalla de plata | Cuádruple        |
| 2018               | Pyeongchang (Corea del Sur)  | Medalla de plata | Cuádruple        |
| Campeonato Mundial |                              |                  |                  |
| Año                | Lugar                        | Medalla          | Prueba           |
| 2009               | Lake Placid (Estados Unidos) | Medalla de plata | Cuádruple        |
| 2012               | Lake Placid (Estados Unidos) | Medalla de plata | Cuádruple        |
| 2013               | Sankt Moritz (Suiza)         | Medalla de oro   | Cuádruple        |
| 2015               | Winterberg (Alemania)        | Medalla de oro   | Cuádruple        |
| Campeonato Europeo |                              |                  |                  |
| Año                | Lugar                        | Medalla          | Prueba           |
| 2007               | Cortina d'Ampezzo (Italia)   | Medalla de oro   | Cuádruple        |
| 2012               | Altenberg (Alemania)         | Medalla de oro   | Cuádruple        |
| 2013               | Igls (Austria)               | Medalla de oro   | Cuádruple        |
| 2022               | Sankt Moritz (Suiza)         | Medalla de plata | Cuádruple        |